# はな (タレント)
はな（hana、1971年〈昭和46年〉12月21日 - ）は、日本のモデル、DJ、タレント、声優・ナレーター。本名、神原 はな（かみはら はな）。
神奈川県横浜市出身。上智大学比較文化学部比較文化学科卒業。テンカラット モデル事業部 Plume所属。

## 略歴
貿易商の父親と、横浜中華街の老舗高級中華料理店『華正楼』を実家に持つ母親との間に生まれる。母方の祖父は中国人。
インターナショナル・スクールの高校2年生の時に、雑誌『エムシーシスター』（婦人画報社（現ハースト婦人画報社））の専属モデルとしてデビュー。以降、『non-no』（集英社）や『装苑』（文化出版局）といった雑誌でも専属モデルとして活躍。また、教育番組や情報番組の司会やコメンテーター、ラジオ番組のパーソナリティ、CM出演などで活躍する一方、趣味である仏像やお菓子に関する本を執筆するなど、幅広く活動。 尚、弟も「聖（せい）」の名でモデルデビューしている。

## 人物
- 出身校 - 横浜のサンモール・インターナショナルスクール。同級生にはセイン・カミュがいる。上智大学比較文化学部比較文化学科美術史専攻を卒業。
- 特技 - 英語、フランス語（仏検2級）、空手（8歳から5年間、紫帯）[4]。
- 好きな映画監督 - アキ・カウリスマキ、ティム・バートン、ウディ・アレン。
- 好きな作家 - ジョン・アーヴィング、ロアルド・ダール、e.e.Cummings。
- 好きな音楽 - 気分に合わせて色々と聴き、最近ではソフトロックやラウンジ系ミュージックを好む。
- 趣味 - お菓子づくり、仏像鑑賞、イラスト・文章を書く、旅行、写真。
- スポーツ - ゴルフ、水泳、空手、テニス、スキー。
- 将来の夢 - 「すてきなおばあちゃんになる事」。
- フォトブロガーの「hana」が運営するブログに「東京散歩」という物があるが、これは全く別人の同名女性によるもので、多くの人が誤解している。 ちなみに、はなのラジオ番組『タイム・フォー・ブランチ』でのコーナー「はなの東京散歩」の方が開始時期は早い。
- 尊敬する人 - 岡本太郎（画家であり写真家でもあった太郎に魅了されている）。
- 母方の祖父が中国出身であり[4]、また彼女自身も「日本パンダ保護協会」の“パンダ大使”として活躍するなど、中国にゆかりが深い。
- 右顎の口の横辺りに大きなホクロと小さなホクロが2連星をなしているのが特徴である。
- 五明祐子は10代の頃からのモデル仲間で親友。浜島直子もエムシーシスター時代からのモデル仲間で友達の一人でもある。

## 作品

### 映像作品
- （1）「わたしのワンピース」他2話収録
- （2）「ちいさなきいろいかさ」他2話収録  （アミューズソフトエンタテインメント） - ナレーター

## 出演

### テレビ（地上波）
- MTVジャパン（スカイポート）「クラシックMTV」VJ（1992年4月? - 1998年?）
- TBS「王様のブランチ」（1998年4月 - 2001年1月） - 準レギュラー
- テレビ朝日「未来者」（1999年 - 2000年?）司会
- NHK教育テレビ「トップランナー」（2001年4月12日 - 2002年3月14日、2007年1月 - 3月） - 司会
- NHK教育テレビ「中国語会話」（2000年） - レギュラー
- NHK教育テレビ「新日曜美術館」（2002年4月 - 2006年3月） - 司会
- TBS「世界ウルルン滞在記」（2006年7月） - 旅人レポーター
- 日本テレビ「夢の通り道」（2006年4月 - ） - ナレーション
- テレビ東京「Design Channel」（2006年11月 - 2008年3月） - ナビゲーター
- NHK総合テレビ「ゆうどきネットワーク（2008年10月17日）
- NHK教育テレビ「視点・論点」すてきな仏像（2009年5月20日）
- テレビ朝日「奇跡の地球物語〜近未来創造サイエンス」（2010年1月31日、4月11日、7月25日） - ナレーション
- 奈良テレビ「1300年目の奈良　やすらぎと彩りを求めて」（2010年3月27日） - 旅人
- NHK教育テレビ「すてきにハンドメイド」（2010年3月30日 - 2013年3月） - 司会
- テレビ朝日「タモリ倶楽部」（2014年8月22日）副題「ありがたくて楽しい！大人の仏教系ホビーをたしなむ」

ほか多数

### テレビ（衛星）
- 洋画★シネフィル・イマジカ「シネマ・アイ」（現在放送中） - ナビゲーター。
- アニマルプラネット「パンダ幼稚園」- ナレーター。

### 映画
- インスタント沼(カメオ出演)

### ラジオ
- J-WAVE「maxell Mom,Dad,Jam!」
- J-WAVE「TIME FOR BRUNCH」（2003年4月 - 2013年3月31日）
- MBSラジオ「スピードラーニングpresents 地球時間への旅」（2012年8月 - 2013年）
- Fm yokohama「Lovely Day♡ 〜 hana金 〜」（2016年4月1日 - ）

### CM
- コカ・コーラ（1994年）
- JCB 「JCBカード」（1997年、木村拓哉との共演）
- ヤクルト 「ジョア」・「ソフール」・「ピュアラ」
- ブリヂストンサイクル 「VELTRO」
- TOMY 「CHATTY TOM」
- オルビス化粧品（2006年、2009年）
- ハナマルキ
- アサヒビール WiLL スムースビア（1999年）
- デジタルツーカー北海道・北陸（1999年放送終了）
- ナリス化粧品
- ユニクロ （カタログで弟の聖と共演）TVCM不明
- 資生堂 「ラステア」
- カシオ　携帯電話
- 白元 「ゆたぽん」
- 講談社「週刊日本の仏像」創刊キャンペーンTVCMイメージキャラクター
- ソニー損害保険
- 夢真ホールディングス
- フランソア
- ラフィネ・リフレッシュサロン （2007年）
- ダイハツ 「カフェ・プロジェクト」
- キユーピー「ディフェ　Defe changes篇」 - ナレーター
- クラシエホールディングス「カンボウ専科」 （2009年、2010年）
- ACジャパン　ラジオCM「公共広告をあきらめない。」(2009年)
- 花王「ハミングNeo」 - ナレーター

### その他
- ACジャパン2009年度全国キャンペーン「公共広告をあきらめない。」（ラジオCM・新聞広告）

### 雑誌
- エムシーシスター（モデルデビュー作）
- non-no
- 装苑
- MORE
- 大人のおしゃれ手帖

他多数

## 書籍
- はなのおはなし（1999年、KKベストセラーズ） ISBN 4584159106
- はなのとっておきスウィーツBOOK（2002年、集英社be文庫） ISBN 4086500027
- Oops! ゆっくり英語を好きになる（2002年、筑摩書房） ISBN 4480877428
- ちいさいぶつぞう おおきいぶつぞう（2003年、東京書籍） ISBN 4487798205
- はなさんのまだ行ったことのない南九州（2004年、扶桑社） ISBN 459404851X
- タイム・フォー・ブランチ はなの東京散歩（2004年、PARCO出版） ISBN 4891947039
- はなのWalkie-Talkie（2005年、幻冬舎） ISBN 4344010205
- tiki and dodo's four seasons ティキ・アンド・ドドズ・フォーシーズンズ (tiki & dodo’sシリーズ) CD付（2005年、東京書籍） ISBN 4487800307
- tiki & dodo's summer vacation ティキ・アンド・ドドズ・サマーバケーション (tiki & dodo’sシリーズ)（2005年、東京書籍） ISBN 4487800315
- tiki and dodo's little love（2006年、東京書籍） ISBN 4487800323
- おくるおかし（2006年、集英社） ISBN 4083330554